# Belfast Castle
Belfast Castle (irisch Caisleán Bhéal Feirste) ist ein Schloss in Belfast. Es befindet sich am Fuß des Cavehill, etwa 6,5 Kilometer vom Stadtzentrum entfernt. Es gilt als historisches Gebäude des Grades B+.

## Geschichte
Das erste als Belfast Castle bekannte Gebäude wurde im 12. Jahrhundert durch die Normannen errichtet und befand sich im Stadtzentrum unweit der High Street und des Castle Place. Im Jahr 1611 ließ Arthur Chichester, 1. Baron Chichester an Stelle des alten Schlosses ein Gebäude aus Stein und Holz errichten. Dieses brannte 1708 jedoch gänzlich nieder. Es wurde jedoch beschlossen, das Schloss nicht wieder im Stadtzentrum, sondern etwas außerhalb der Stadt wieder aufzubauen. Hiermit beauftragte George Chester, 3. Marquess of Donegall das Architektenbüro Lanyon, Lynn and Lanyon von Charles Lanyon. Die Bauarbeiten begannen im Jahr 1811. Über die Jahre stiegen die Baukosten jedoch weit über die von Chester veranschlagten 11 Millionen Pfund, sodass er gezwungen war von seinem Schwiegersohn Anthony Ashley-Cooper, 8. Earl of Shaftesbury finanzielle Unterstützung anzunehmen. Daraufhin wurde das Schloss 1870 fertiggestellt und ging 1884 in den Besitz des Earl of Shaftesbury über. Sein Sohn, Anthony Ashley-Cooper, 9. Earl of Shaftesbury stiftete das Gebäude 1934 der Stadt, die es für große Veranstaltungen nutzte. Ab 1978 wurde das Schloss für 10 Millionen Pfund grundlegend renoviert.

## Heutige Nutzung
Nach Abschluss der Renovierungsarbeiten wurde das Schloss nach über zehnjähriger Bauzeit am 11. November 1988 der Öffentlichkeit zugänglich gemacht. Im zweiten Stock befindet sich ein Besucherzentrum mit einer Ausstellung zum Schloss selbst, dem Schlosspark und Cave Hill. Eines der ehemaligen Schlafzimmer ist im Stil der 1920er-Jahre eingerichtet und beherbergt eine Sammlung von Hochzeitsbildern, die von 1940 bis heute reicht. Zudem stehen die Räumlichkeiten für Hochzeiten zur Verfügung.